# Hormigos
Hormigos ist eine spanische Gemeinde (municipio) in der Provinz Toledo der Autonomen Region Kastilien-La Mancha. 2024 hatte die Gemeinde 992 Einwohner. Die Gemeindefläche beträgt 27,48 km². Zum Gemeindegebiet gehören neben dem gleichnamigen Hauptort Hormigos die Neubaugebiete Fuente Romero und Sotoalberche.

## Lage
Hormigos liegt etwa 50 Kilometer westnordwestlich von Toledo und etwa 65 Kilometer südwestlich von Madrid in einer Höhe von ca. 460 m. Der Alberche begrenzt die Gemeinde im Westen und Nordwesten.

## Bevölkerungsentwicklung
| Jahr      | 1970 | 1981 | 1991 | 2001 | 2011 | 2021 |
| --------- | ---- | ---- | ---- | ---- | ---- | ---- |
| Einwohner | 460  | 412  | 396  | 390  | 811  | 810  |

## Sehenswürdigkeiten
- Bartholomäuskirche (Iglesia de San Bartolomé)
- Rathaus

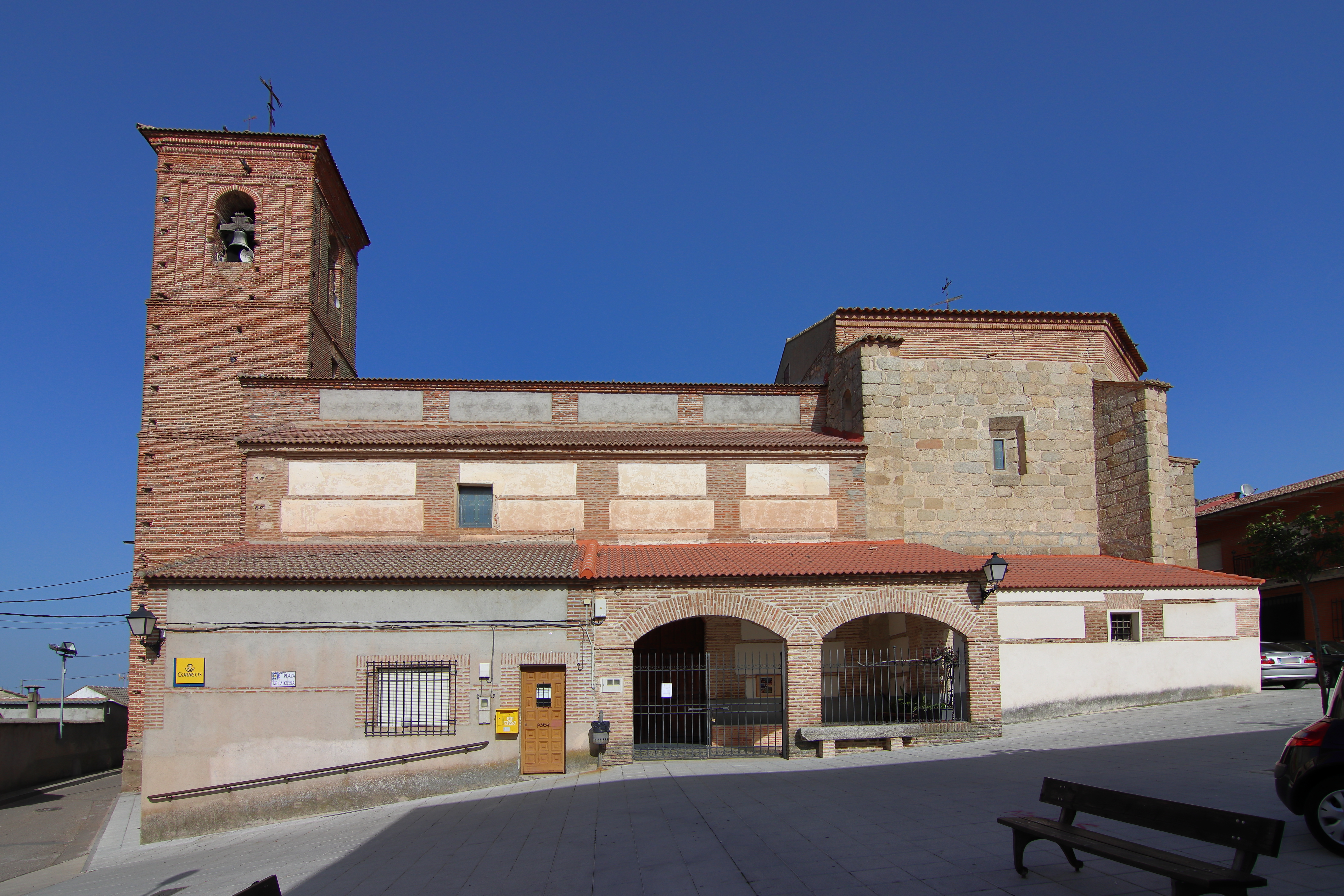
Bartholomäuskirche
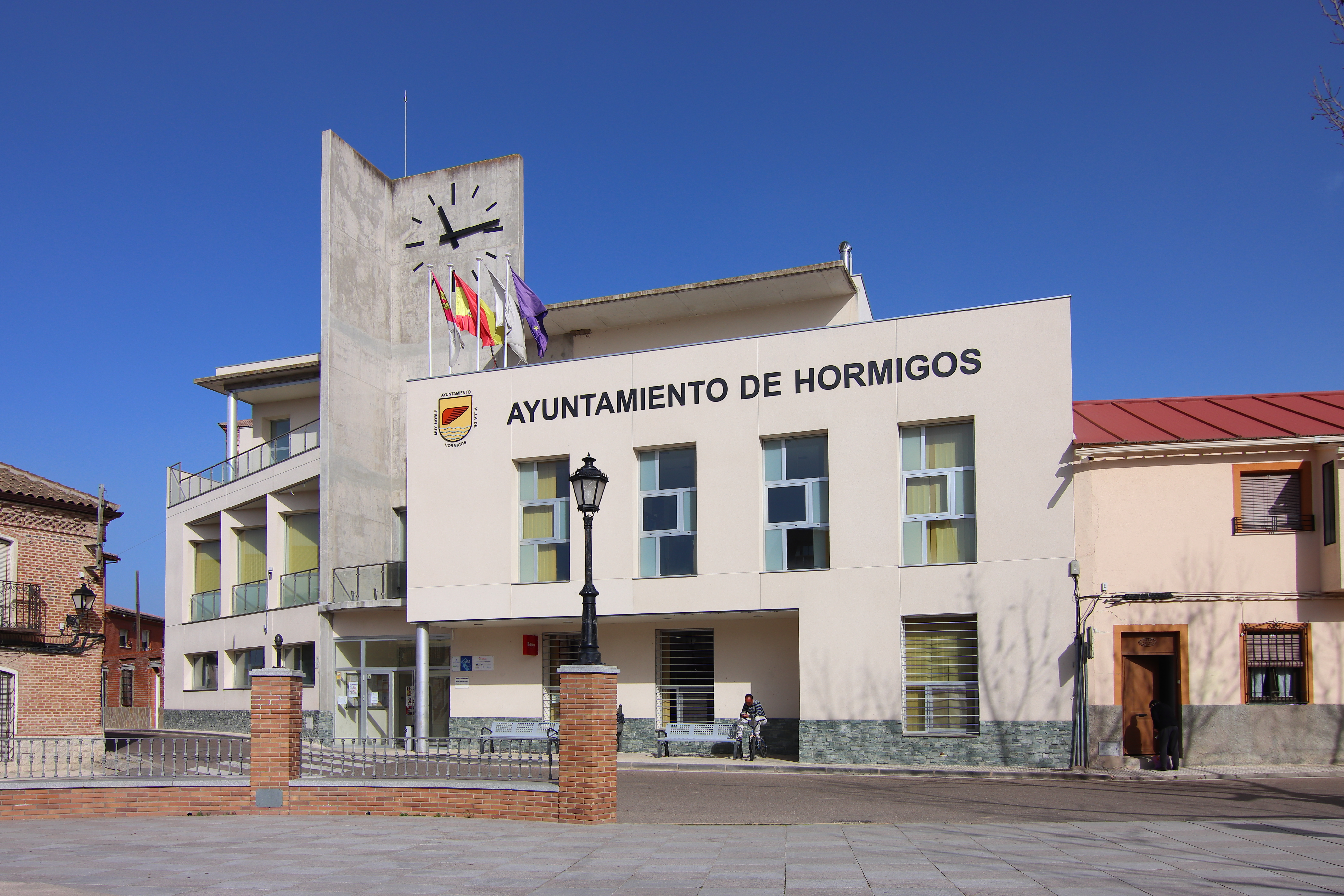
Rathaus